# Sophie Froissard
Sophie Froissard ist eine französische Schauspielerin, Synchronsprecherin und Autorin.

## Werdegang
Ab 2000 besetzte sie verschiedene Rollen in Fernsehfilmen, Fernsehserien, Kinofilme, Webserien oder auch noch Kurzfilme, beispielsweise in L’Amour d’un Fils von Olivier Dorain, Nos Chers Voisins von Emmanuel Rigaut, Vive Nous! von Camille de Casabianca sowie in Les garçons de chambre von Julien Lazzaro.
Ab dem Jahr erschien Froissard in internationalen Filmen. In dem Kinofilm Malavita (2013) von Luc Besson stellt sie einen „BBQ Guest“ dar. Im Jahr 2015 besetzte sie in der Fernsehserie Patriot die Rolle als „Hospital Admissions Clerk“. 2018 besetzte stellte sie die „Mutter“ im Abschnitt des Films French Kisses dar.
Durch ihre Rolle im Kurzfilm Intimités erhielt sie den Jury-Preis der besten Schauspielerin am Festival „Entre 2 Claps“.
Sie war französische Sprecherin in einigen amerikanischen Fernsehserien und Filmen beispielsweise für Grey’s Anatomy, The Big Bang Theory oder auch noch Perfect Child von Terry Ingram.

## Filmographie

### Kino
- 2000: Vive Nous
- 2013: Malavita
- 2014: Tiens-toi Droite
- 2017: Les Ex
- 2024: Oh la la – Wer ahnt denn sowas? (Cocorico)

### Fernsehen
- Hors-Sujet (Pilot-Serie)
- Happy Hour
- Au Nom du Sang
- L’Amour d’un Fils
- 26 Lettres (Fernsehserie)
- Le Testament d’Alfred
- Nos Chers Voisins (Fernsehserie)
- Bazar.com (Pilot-Serie)
- 2013: Au nom de la vérité (Fernsehserie)
- 2015: Les Heures Souterraines
- 2017: Scènes de Ménages
- 2018: Patriot (Fernsehserie, 1 Folge)
- 2019: Profilage (Fernsehserie, 1 Folge)

### Kurzfilme
- Un mal pour un bien
- Comme un Dimanche
- Les Lumières de la Vie
- F.A.F.
- Visite
- Intimité
- Dis-moi, Je t’écoute
- Crumbs
- Les Révoltés de la CAF
- La Forêt Noire (31st Tehran International Short Film Festival)
- La Leçon
- Cellule Grise
- Derrière la Vitre
- Vent d’Hiver
- Les INAnonymes
- 2011: La Vieille Dame et le Garçon
- 2013: Le Passage
- 2013: Other Mind
- 2013: Le Vent l’emportera
- 2017: Résurrection
- 2017: Camille
- 2017: Je suis une Dinde
- 2018: Juillet Electrique – Abschnitt von French Kisses
- 2018: Sous les Toiles
- 2018: Morning After Pill
- 2019: Isolats

### Webserie
- Girlz! (Staffel 1)
- Damir
- Les Garçons de Chambre— Preis der Jury im Buenos Aires Web Festival für die Staffel 1 und 2
- Pieuvre

### Sprecherin/Synchronsprecherin
- Oranges amères (Fernsehfilm – Sprecherin „Becky“)
- Law & Order: Special Victims Unit (Serie, Staffel 8, Folge 18 – “Becca”)
- Perfect Child (Fernsehfilm – Sprecherin  “Lily”)
- Boston Public (Serie, Staffel 4, Folge 10 – Sprecherin “Joannie” und „Allison“)
- The Big Bang Theory (Serie, Staffel 8, Folge 21— Sprecherin “Bernadette”)
- Grey’s Anatomy (Serie, Staffel 8, Folge 5 und 6 – Sprecherin “April Kepner”)

## Theater
- Une Provinciale à Paris (von Hubert Courteroy) – Regie: Hubert Courteroy
- Tony et Fred (von Élisabeth Golfier) – Regie: M. Meriko
- Histoires de Voir (von André Valverde) – Regie: André Valverde
- Le Rossignol de l’Empereur de Chine (von Hans Christian Andersen) – Regie: Yves Le Guillochet (Hêdonê théâtre)
- Le Maléfice de la Phalène (von Federico García Lorca) – Regie: André Valverde
- Ahmed le Subtil (von Alain Badiou) – Regie: A.-F. Bourget
- XY (von Sarah Koudlansky) – Regie: B. Moricet
- 2001: Pinocchio (nach Carlo Collodi) – Regie: Yves Le Guillochet (Bobino)
- 2001: Alice au pays des Merveilles (von Lewis Carroll) – Regie: Yves Le Guillochet (Bobino)
- 2001: Le médecin malgré lui (von Molière) – Regie: Yves Le Guillochet (Théâtre Déjazet)

## Radio
- La Brousse (von Christine Bernard-Sugy und Ray Bradbury)
- Kafka sur le Rivage (von M. Gateau)
- L’Île Saline (von J. Heymann und D. Danis)
- Simone Weil (von J. Heymann und R. Meyer)
- Les Harmoniques (von F. Christophe und M. Malte)
- La Martyre du Temple (von J. Taroni und A. De Broca)
- La Disgrâce de Turgot (von C. Lemire und E. Lever)
- Le Dernier Roman d’Irène Némirovsky (von J. Heymann und R. Meyer)
- J’ai trouvé du travail à Pôle Emploi (von M. Bellot)
- Les Misérables (von F. Christophe, nach Victor Hugo)
- La Tentation de Carmilla (von J.M. Zahind und K. Guillou)
- Sagrada Familia (von F. Christophe und Jacinto Lucas Pires)
- À cause de Sarah (von C. Lemire und Sophie Froissard)
- Amours en Marge (von J. Heymann und Y. Ogawa)
- Un Long Dimanche de Fiançailles (von J.M. Zahind und Sébastien Japrisot)
- Jane Eyre (von J. Heymann, nach Charlotte Brontë)

## Werke
- Moi, Chloé, sept ans et demi. In: Histoires de Proches. Jacob-Duvernet, 2010.
- X-Gang, 2013 – Jugendroman

## Auszeichnung

### Festival „Entre 2 Claps“
Beste Schauspielerin für ihre Rolle in Intimités